# Karsten Kroon
Karsten Kroon (Dalen, 29 januari 1976) is een Nederlands voormalig wielrenner. Kroon was beroepsrenner tussen 1999 en 2014 en was vooral goed in eendagswedstrijden en klassiekers, zowel over heuvelachtig terrein als over kasseien.
Kroon heeft in alle drie de grote rondes de bergtrui gedragen. In 2000 pakt hij de groene bergtrui in de tweede etappe van de Ronde van Italië, om deze vervolgens elf dagen om de schouders te houden. In 2001 veroverde hij de oranje bergtrui in de vierde etappe van de Ronde van Spanje. In 2005 lukte het hem ook de bergtrui in de Ronde van Frankrijk te pakken. Dit gebeurde in de zesde etappe. In april 2018 werd bekend dat Kroon tijdens zijn professionele loopbaan doping heeft gebruikt. Heden werkt hij als wielercommentator voor Eurosport.

## Biografie
Karsten Kroon werd op 29 januari 1976 geboren in het Drentse Dalen, als zoon van een leraar en een huisvrouw. Na ballet, turnen, atletiek en handbal kwam hij terecht bij het wielrennen. Op zijn dertiende sloot hij zich voor het eerst aan bij een wielervereniging, WSV Emmen.
Na het vwo volgde Kroon een opleiding Technische Natuurkunde. Deze opleiding maakte hij echter niet af.
Op de fiets was hij succesvol, met overwinningen in onder andere de Ronde van Drenthe (1996) en de Vlaamse Pijl (1997).
In 1999 werd hij prof. De eerste zes jaar van zijn carrière, van 1999 tot 2005, reed Kroon voor Rabobank. Zijn grootste overwinning in deze periode was een etappezege in de Ronde van Frankrijk 2002, waar hij in Plouay de snelste was in de sprint na een lange ontsnapping.
Op 10 augustus 2005 werd bekend dat hij voor minstens twee jaar in dienst zou gaan rijden van het Deense Team CSC. Kroon wilde vaker voor eigen kansen rijden, maar kreeg daar niet genoeg kansen voor bij Rabobank. Daarom vertrok hij naar CSC, waar hij al in zijn eerste seizoen goede resultaten behaalde. In het najaar van 2006 won Kroon de Drei-Länder-Tour. Verder haalde hij ereplaatsen in onder andere de Ronde van Vlaanderen (8e in 2006) en de Amstel Gold Race (2e in 2009). In 2007 had Kroon een minder goed jaar, hoewel hij wel erg goed reed in de Ronde van Vlaanderen - hij eindigde daar als vierde.
2008 was wel weer een succesvol jaar: Kroon won voor de tweede maal in zijn loopbaan Rund um den Henninger-Turm en behaalde dagsuccessen in de Ronde van Castilië en León en de Ronde van Saksen. In de Ronde van Lombardije kwam hij als vijfde over de streep.
In 2009 eindigde hij als tweede in de Amstel Gold Race en ook in Rund um den Henninger-Turm, inmiddels Eschborn-Frankfurt City Loop geheten, kwam hij net tekort voor de overwinning. Kroons contract bij Saxo Bank liep in 2009 af. Voor het seizoen 2010 tekende Kroon een contract bij BMC, waar hij onder meer met wereldkampioen Cadel Evans en voormalig wereldkampioen Alessandro Ballan kwam te rijden.
Op 30 juli 2010 won hij de Raboronde die eerder bekendstond als de Profronde van Heerlen.
Op 29 augustus 2011 maakte Kroon bekend dat hij, na twee seizoenen voor BMC uitgekomen te zijn, weer terugkeerde naar de ploeg van Bjarne Riis; Saxo Bank-Sungard. Daar reed hij tot het einde van zijn carrière in 2014. Zijn laatste wedstrijd als prof was de Japan Cup.
In 2014 begon Kroon als commentator en analist bij Eurosport, waar hij samen met Jeroen Vanbelleghem onder meer de Ronde van Italië verslaat.
Anno 2025 doet hij dit nog steeds.

## Belangrijkste overwinningen

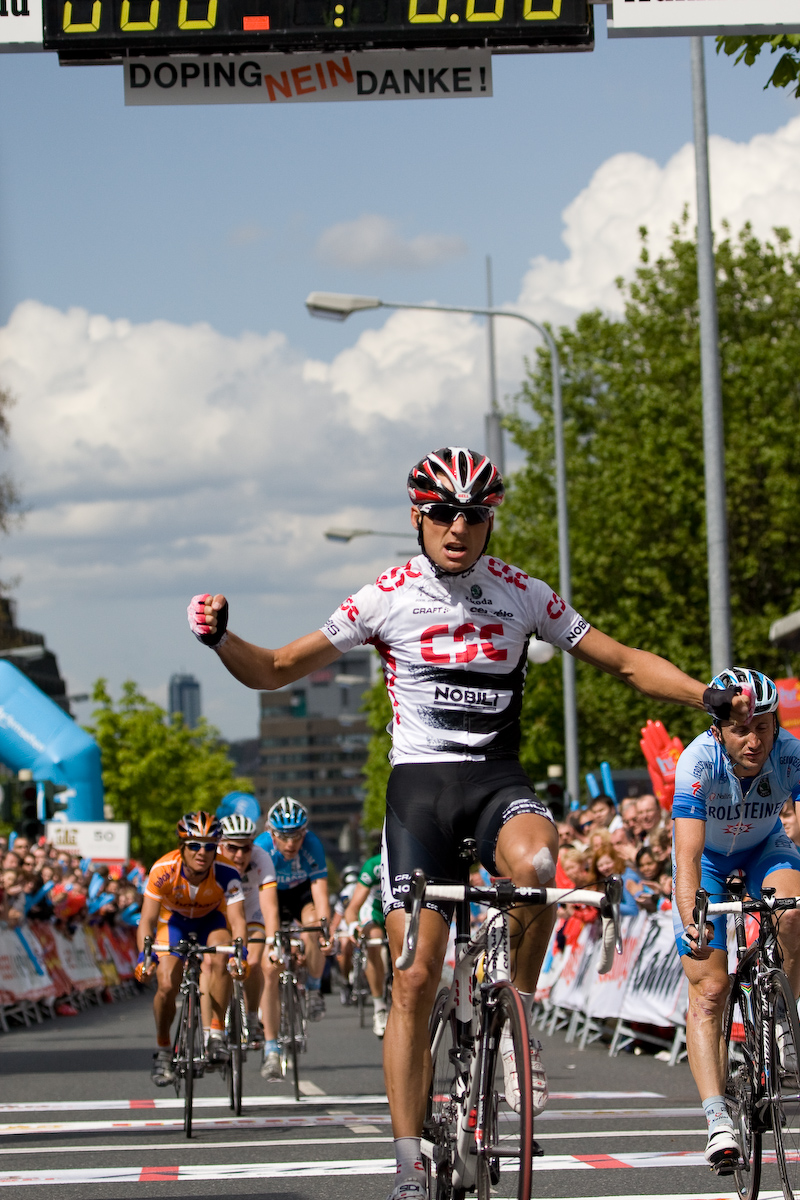
Karsten Kroon wint Rund um den Henninger-Turm 2008

1997
Vlaamse Pijl
1e etappe Triptyque des Monts et Châteaux (U23)
2001
GP Kanton Aargau
2002
8e etappe Ronde van Frankrijk
Ridderronde Maastricht
2003
4e etappe deel B Ronde van Poitou-Charentes
2004
Rund um den Henninger-Turm
2006
2e en 5e etappe Drei-Länder-Tour
2008
5e etappe Parijs-Nice (na schrapping Carlos Barredo)
2e etappe Ronde van Castilië en León
Rund um den Henninger-Turm
5e etappe Ronde van Saksen

## Resultaten in voornaamste wedstrijden
| Jaar | Ronde van Italië | Ronde van Frankrijk | Ronde van Spanje |
| ---- | ---------------- | ------------------- | ---------------- |
| 1999 |                  |                     |                  |
| 2000 | 103e             |                     |                  |
| 2001 |                  |                     | 107e             |
| 2002 |                  | 146e (1)            |                  |
| 2003 |                  |                     | 100e             |
| 2004 |                  | 115e                |                  |
| 2005 |                  | 135e                |                  |
| 2006 |                  |                     |                  |
| 2007 |                  |                     | 52e              |
| 2008 |                  |                     | 72e              |
| 2009 |                  |                     | 76e              |
| 2010 |                  | 137e                |                  |
| 2011 |                  |                     | opgave           |
| 2012 |                  | 143e                |                  |
| 2013 | opgave           |                     |                  |
| 2014 |                  |                     |                  |

| Jaar | Milaan-San Remo | Gent-Wevelgem | Ronde van Vlaanderen | Parijs-Roubaix | Amstel Gold Race | Luik-Bast.‑Luik | Ronde van Lombardije | Waalse Pijl | Parijs-Tours | Brabantse Pijl |  | WK op de weg |  | Wereldranglijsten |
| ---- | --------------- | ------------- | -------------------- | -------------- | ---------------- | --------------- | -------------------- | ----------- | ------------ | -------------- |  | ------------ |  | ----------------- |
| 1999 |                 | 82e           |                      | 51e            |                  |                 |                      |             |              |                |  |              |  |                   |
| 2000 | 100e            |               |                      |                |                  |                 |                      | 99e         |              |                |  | 86e          |  |                   |
| 2001 |                 | 64e           | 67e                  | 37e            | 31e              |                 |                      |             | 33e          | 9e             |  | 83e          |  | 44e (UWB)         |
| 2002 | 137e            | 74e           | 82e                  | opgave         | 73e              |                 |                      |             | 129e         |                |  | 149e         |  |                   |
| 2003 | 151e            | 42e           | 51e                  | opgave         |                  |                 |                      |             | 144e         | 31e            |  | 88e          |  |                   |
| 2004 |                 |               | 89e                  |                | 46e              | 126e            | 50e                  |             | 25e          | 9e             |  | 20e          |  |                   |
| 2005 | 114e            | 37e           | 11e                  |                | 39e              | 28e             |                      |             | 47e          | 5e             |  | 52e          |  |                   |
| 2006 | 78e             |               | 8e                   |                | 4e               | 18e             | 53e                  | ↑           | 34e          | ↑              |  | 16e          |  | 42e (UPT)         |
| 2007 | 58e             |               | 4e                   |                | 31e              | 53e             | 25e                  | 28e         | 85e          | 5e             |  | 56e          |  | 79e (UPT)         |
| 2008 | 39e             |               | 41e                  |                | 9e               | 17e             | 5e                   |             | 37e          | 14e            |  | 43e          |  | 102e (UPT)        |
| 2009 | 14e             |               | 14e                  |                | ↑                | 37e             | opgave               | 50e         |              | 5e             |  | 20e          |  | 76e (UWK)         |
| 2010 | 52e             |               | 54e                  |                | 9e               |                 | opgave               | opgave      |              | 15e            |  | 47e          |  | 187e (UWK)        |
| 2011 | 64e             |               | opgave               |                |                  |                 |                      |             |              |                |  |              |  |                   |
| 2012 | 65e             | 35e           | 18e                  |                | 23e              | 25e             |                      | 43e         | 70e          |                |  | 55e          |  | 229e (UWT)        |
| 2013 |                 |               |                      |                | 73e              | 109e            |                      | 71e         | 136e         | 28e            |  |              |  |                   |
| 2014 | 99e             |               | 102e                 |                | 104e             | 128e            |                      | 95e         |              |                |  |              |  |                   |

## Ploegen
- 1999 –  Rabobank
- 2000 –  Rabobank
- 2001 –  Rabobank
- 2002 –  Rabobank
- 2003 –  Rabobank
- 2004 –  Rabobank
- 2005 –  Rabobank
- 2006 –  Team CSC
- 2007 –  Team CSC
- 2008 –  Team CSC Saxo Bank [a]
- 2009 –  Team Saxo Bank
- 2010 –  BMC Racing Team
- 2011 –  BMC Racing Team
- 2012 –  Team Saxo Bank-Tinkoff Bank [b]
- 2013 –  Team Saxo-Tinkoff
- 2014 –  Tinkoff-Saxo

Wielerploegen van Karsten Kroon
den Bakker ·
van Bon ·
Boogerd ·
Boven ·
Bruinsma ·
Dekker ·
Groenendaal ·
van Heeswijk ·
Hiemstra · 
Jonasson ·
Jonker ·
Koerts ·
Kroon ·
Lotz ·
Luttenberger ·
McEwen ·
Moerenhout · 
Nys ·
van der Poel ·
Sørensen ·
Vierhouten ·
Wauters ·
B. Zberg ·
M. Zberg ·
de Groot (stagiair) ·
Pronk (stagiair) ·
Vlijm (stagiair)
Aebersold ·
den Bakker ·
van Bon ·
Boogerd ·
Boven ·
Dekker ·
Groenendaal ·
de Groot ·
Hiemstra · 
Jonker ·
Kroon ·
Lotz ·
McEwen ·
Moerenhout · 
Nys ·
van der Poel ·
Pronk ·
Sørensen ·
Vierhouten ·
Wauters ·
B. Zberg ·
M. Zberg ·
Vlijm (stagiair) 
Aebersold ·
den Bakker ·
Boerman ·
van Bon ·
Boogerd ·
Boven ·
Dekker ·
Duijn · 
Engels ·
Groenendaal ·
de Groot ·
Hayman · 
de Jongh ·
de Knegt ·
Kroon ·
Lotz ·
Niermann ·
Nys ·
van der Poel (tot 28/02) ·
Pronk ·
Sørensen ·
Vierhouten ·
Wauters ·
B. Zberg ·
M. Zberg ·
Traksel (stagiair) 
den Bakker ·
Boerman ·
Boogerd ·
Boven ·
Dekker ·
Duijn · 
Engels ·
Groenendaal ·
de Groot ·
Hayman · 
de Jongh ·
de Knegt ·
Kroon ·
Lotz ·
Löwik ·
Niermann ·
Nys ·
Pronk ·
Traksel ·
Veneberg ·
Verheyen ·
Vierhouten ·
Wauters ·
B. Zberg ·
M. Zberg
den Bakker ·
Boerman ·
Boogerd ·
Boven ·
Dekker ·
Duijn · 
Engels ·
Groenendaal ·
de Groot ·
Hayman · 
de Jongh ·
Kroon ·
Leipheimer ·
Lotz ·
Mutsaars ·
Niermann ·
Nys ·
Pronk ·
Sentjens ·
Traksel ·
Veneberg ·
Verheyen ·
Wauters ·
B. Zberg ·
M. Zberg
den Bakker ·
Bartko ·
Boogerd ·
Boven ·
Dekker ·
De Weert ·
Engels ·
Freire · 
de Groot ·
Hayman · 
Hunter ·
de Jongh ·
Kroon ·
Leipheimer ·
Lotz ·
Mutsaars ·
Niermann ·
Nys ·
Rasmussen ·
Sentjens ·
Traksel ·
Veneberg ·
Wauters ·
Wielinga ·
Zberg ·
Dekkers (stagiair) ·
Elijzen (stagiair) ·
de Kort (stagiair) 
den Bakker ·
Bartko ·
Boogerd ·
Boven ·
E. Dekker ·
Dekkers ·
De Weert ·
Freire  · 
de Groot ·
Hayman · 
Hunter ·
de Jongh ·
Kroon ·
Leipheimer ·
Lotz ·
Mutsaars ·
Niermann ·
Posthuma ·
Rasmussen ·
Sentjens ·
Traksel ·
Veneberg ·
Wauters ·
Weening ·
Wielinga ·
T. Dekker (stagiair) ·
Eltink (stagiair) 
den Bakker ·
Boogerd ·
Boven ·
E. Dekker ·
T. Dekker ·
Eltink ·
Freire  · 
de Groot ·
Hayman · 
Horrillo ·
de Jongh ·
Kolobnev ·
Kroon ·
Löwik ·
Mensjov ·
Mutsaars ·
Niermann ·
Posthuma ·
Rasmussen ·
Scheuneman ·
Sentjens ·
Sutherland (tot 30/09) ·
Vastaranta ·
Veneberg ·
Wauters ·
Weening ·
Wielinga
Arvesen ·
Bak ·
Basso ·
Blaudzun · 
Breschel ·
Cancellara   ·
Cuesta ·
Hoestov ·
Johansen ·
Julich ·
Klostergaard ·
Kroon ·
Ljungqvist ·
Lombardi ·
Luttenberger ·
Michaelsen · 
Müller ·
O'Grady ·
Pedersen ·
Peron ·
Piil ·
Roberts ·
Sastre ·
A. Schleck ·
F. Schleck ·
Sørensen · 
Vandborg ·
Vande Velde ·
Voigt ·
Zabriskie
Arvesen · Bak · Blaudzun · Breschel · Cancellara     · Cuesta · Goss · Haedo · Hoestov · Johansen · Julich · Klostergaard · Kolobnev · Kroon · Ljungqvist · Lund · Michaelsen (tot 15/04) · O'Grady · Pedersen · Roberts · Sastre · A. Schleck · F. Schleck · C. A. Sørensen · N. Sørensen · Vande Velde · Voigt · Zabriskie
Arvesen ·
Bak ·
Blaudzun · 
Bøchman ·
Breschel ·
Cancellara     ·
Cuesta ·
Goss ·
Haedo ·
Hoestov ·
Johansen (tot 30/04) ·
Julich ·
Klostergaard ·
Kolobnev ·
Kroon ·
Larsson ·
Ljungqvist ·
Lund ·
McCartney ·
McGee · 
O'Grady ·
Sastre ·
A. Schleck ·
F. Schleck ·
C. A. Sørensen ·
N. Sørensen · 
Steensen ·
Van Goolen ·
Voigt ·
Bellis (stagiair) ·
Didier (stagiair) · 
Fuglsang (stagiair)
Arvesen ·
Bak ·
Bellis · 
Bøchman ·
Breschel ·
Cancellara     ·
Fuglsang ·
Goss ·
Haedo ·
Høj ·
Klemme ·
Klostergaard ·
Kolobnev ·
Kroon ·
Larsson ·
Ljungqvist ·
Lund ·
McCartney ·
Mørkøv · 
O'Grady ·
Rasmussen ·
A. Schleck ·
F. Schleck ·
C. A. Sørensen ·
N. Sørensen · 
Steensen ·
Van Goolen ·
Voigt
Ballan ·
Barton · 
Beyer ·
Bookwalter · 
Burghardt ·
Butler ·
Evans  ·
Frank · 
Frei (tot 31/05) · 
Hincapie ·
House ·
Kohler ·
Kristoff ·
Kroon ·
Louder ·
Moos ·
Morabito ·
Murphy ·
Nydam ·
Santambrogio ·
Schär ·
Stalder ·
Stewart ·
Wyss ·
Zahner
Ballan ·
Barton · 
Beyer ·
Bookwalter · 
Burghardt ·
Butler ·
Eijssen · 
Evans ·
Frank · 
Hincapie ·
Kohler ·
Kristoff ·
Kroon ·
Louder ·
Moinard ·
Morabito ·
Murphy ·
Phinney ·
Quinziato ·
Roe ·         
Santambrogio ·
Santaromita ·
Schär ·
Tschopp ·
Van Avermaet ·
Wyss ·
Zahner
Boaro ·
Cantwell · 
Christensen ·
Contador ·
J. J. Haedo ·
L. S. Haedo ·
Hoestov ·
Hernández ·
Juul-Jensen ·
Jørgensen ·
Klostergaard ·
Kroon ·
Lund ·
Majka ·
Margaliot ·
Marycz ·
Miyazawa ·
Mørkøv ·
Navarro ·
Noval ·
Nuyens ·
Paulinho ·
Pires ·
Roberts ·
C. A. Sørensen ·
N. Sørensen · 
Steensen ·
Tanner ·
Tosatto ·
Vinther
Bennati ·
Boaro ·
Breschel ·
Cantwell · 
Christensen ·
Contador ·
Duggan ·
Hernández ·
Juul-Jensen ·
Jørgensen ·
Kreuziger ·
Kroon ·
Kump ·
Lund ·
Majka ·
McCarthy ·
Miyazawa ·
Mørkøv ·
Noval ·
Petrov ·
Paulinho ·
Pires ·
Roche ·
Rogers ·
C. A. Sørensen ·
N. Sørensen · 
Sutherland ·
Tosatto ·
Zaugg ·
Hansen (stagiair) ·
Poljański (stagiair)
Beltrán · Bennati · Boaro · Breschel · Contador · Hansen · Hernández · Juul-Jensen · Kolář · Kreuziger · Kroon · Kump · Majka · McCarthy · Mørkøv · Paulinho · Petrov · Pires · Poljański · Roche · Rogers · Rovny · C.A. Sørensen · N. Sørensen · Sutherland · Tosatto · Troesov · Valgren · Zaugg · Guldhammer (stagiair)
- International Standard Name Identifier: 0000 0003 6888 4239
- Nederlandse Thesaurus van Auteursnamen: 249954435
- Virtual International Authority File: 285626336
- WorldCat: E39PBJj4vj6WC93XPtMGycbrv3